# Tanzmatte

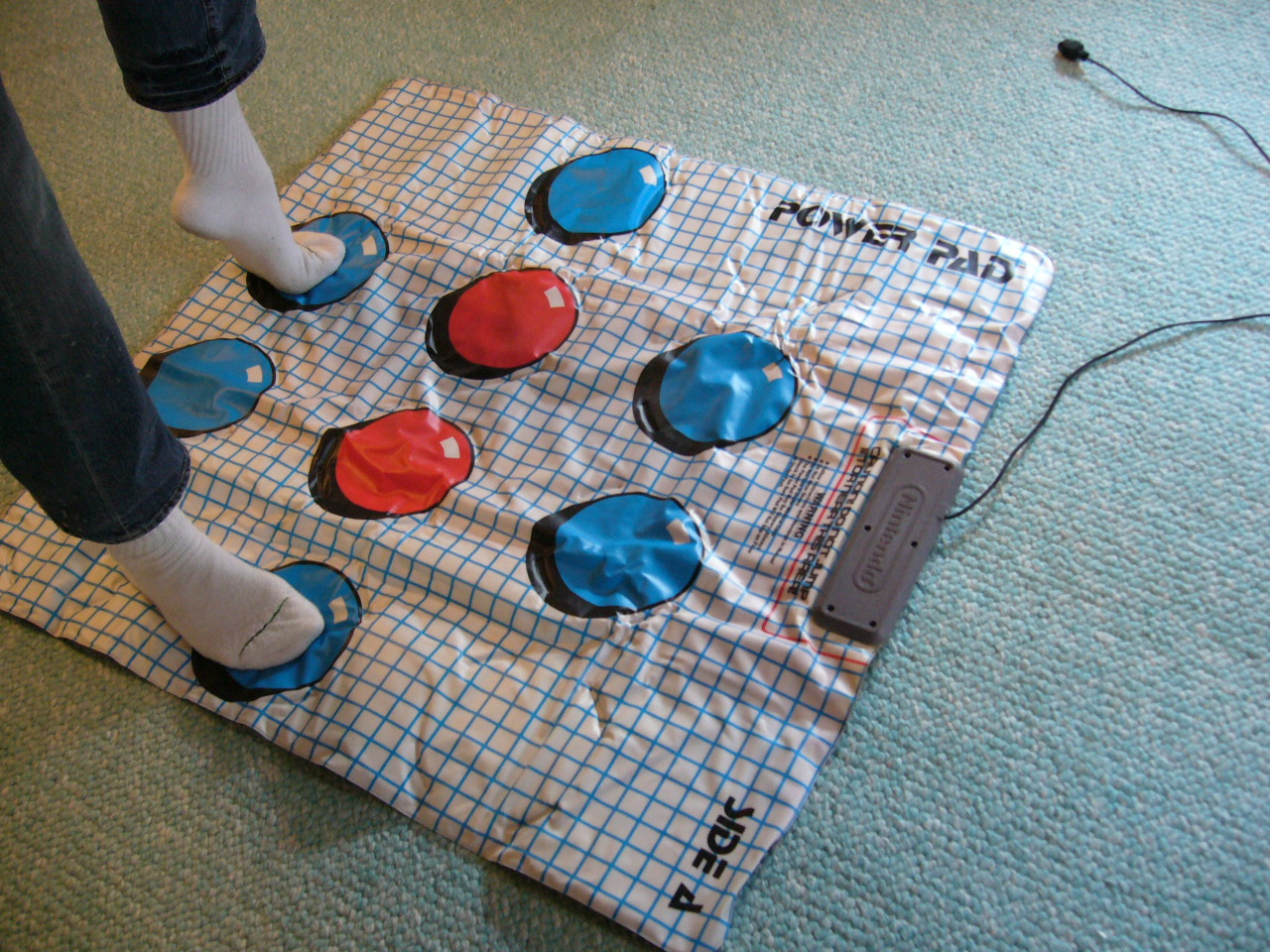
Nintendos Power Pad (1987)

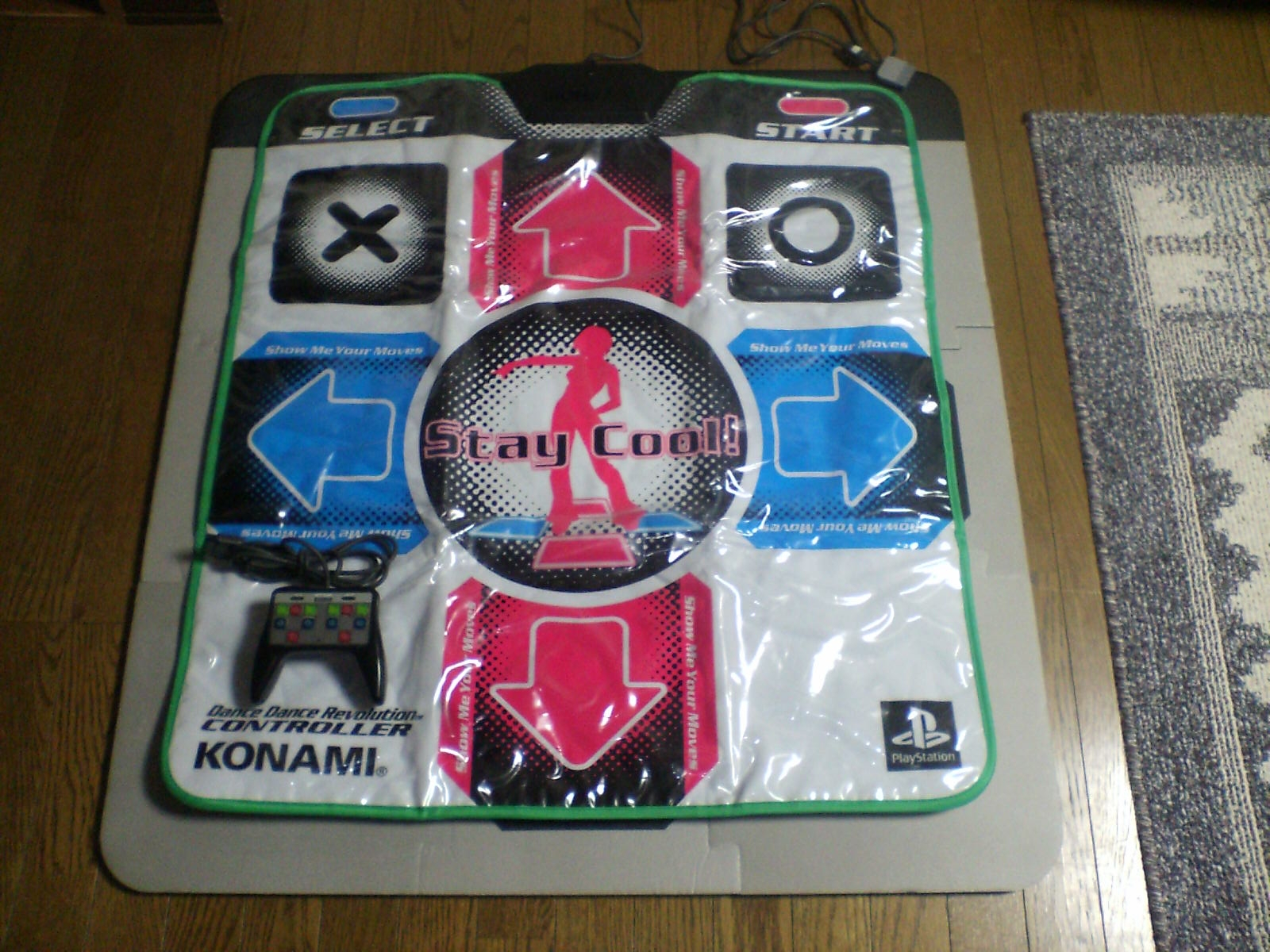
Einfache Tanzmatte für den Heimgebrauch

Eine Tanzmatte ist ein spezieller Gamecontroller für die Steuerung von Tanzspielen. Es gibt verschiedene Ausführungen für diverse Spieleplattformen (Spielkonsolen, PCs und Arcade-Automaten).
Bekannt wurden Tanzmatten vor allem durch das Arcade-Spiel Dance Dance Revolution (abgekürzt DDR – wird in Europa unter dem Namen „Dancing Stage“ vertrieben), welches 1998 von Konami auf den Markt gebracht wurde.

## Aufbau
Tanzmatten für Einzelspieler sind in der Regel in neun (3 × 3) drucksensitive Felder aufgeteilt, wobei die außenliegenden Felder mit Pfeilen in die entsprechenden Richtungen von der Mitte ausgehend versehen sind. Das mittlere Feld dient als Ausgangsposition für den Spieler, die anderen Felder müssen vom Spieler während des laufenden Spiels berührt bzw. betreten werden. Manche Tanzmatten beziehen auch das mittlere Feld mittels Sensoren ins Spiel ein. Zusätzlich finden sich oft noch ein „Select“- und ein „Start“-Feld, die den entsprechenden Knöpfen auf handelsüblichen Gamepads entsprechen und zur Steuerung des Spielmenüs dienen.

## Verwendung
Die Spiele für Tanzmatten folgen fast alle demselben Konzept: Auf einem Bildschirm werden am oberen Bildschirmrand Pfeile angezeigt, die denen auf der Tanzmatte entsprechen. Während Musik abgespielt wird, bewegen sich Pfeile vom unteren Teil des Bildschirms nach oben – sind diese (im Rhythmus der Musik) mit den obigen deckungsgleich, muss der Spieler das entsprechende Feld betreten. Zieht der Pfeil einen „Schwanz“ nach sich, so muss der Spieler das Feld entsprechend lang gedrückt halten. Je nach zeitlicher Treffgenauigkeit werden Punkte vergeben. Sollten zu viele Felder nicht korrekt betreten werden, ist das Spiel verloren. Übliche Schwierigkeitssteigerungen sind die Erhöhung der auszuführenden Schritte und das Auftreten komplizierterer Kombinationen.

## Arten von Tanzmatten

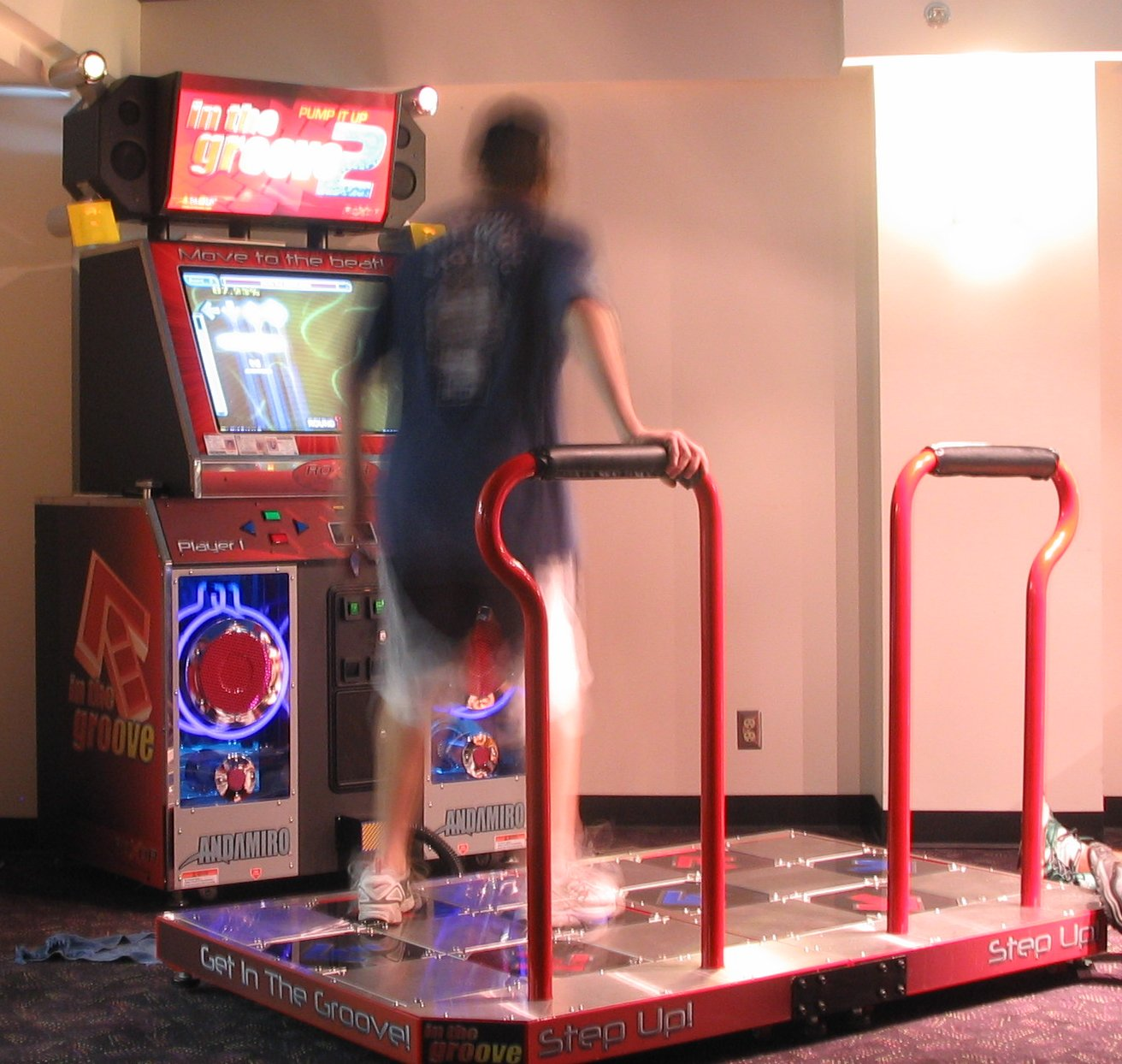
Arcade-Automat

Tanzmatten (eher Tanzplattformen) von Spielhallen-Spielen bestehen aus Metall und haben als Pfeile Felder, die entsprechend aufleuchten. Ebenso ist oft eine Art Geländer vorhanden, an dem sich der Spieler festhalten kann.
Tanzmatten für den Heimgebrauch bestehen im Unterschied dazu normalerweise aus Plastikmatten („soft pads“). Das untere Preissegment beginnt bei den preisgünstigsten Versionen bei etwa 15 Euro. Für regelmäßige Spieler sind diese Matten jedoch schlecht geeignet, da sie während des Spiels leicht verrutschen oder umklappen und schnell abnutzen.
Etwas höherwertiger sind Matten aus dem mittleren Preissegment (beginnend bei etwa 30 Euro), die mit Schaumstoff unterfüttert werden.
Für den ambitionierten Heimtänzer gibt es schließlich auch Metallplattformen, ähnlich denen, die in den Spielhallen-Automaten zu finden sind. Diese („hard pads“) haben einen deutlich höheren Preis, der bei etwa 100 Euro beginnt.
Tanzmatten für den Heimgebrauch sind überwiegend für Konsolen konzipiert, können allerdings mittels eines Konverters z. B. via USB an PCs angeschlossen werden. Besonders ältere Konverter haben hier jedoch Probleme bei der Achsenzuordnung. Einige neuere Konverter erlauben ein explizites Umschalten in einen Modus für Tanzmatten, indem man beispielsweise die Tastenkombination „Hoch, Start, Select“ für drei Sekunden gedrückt hält.
Andere Modelle für PC sind mit USB-Anschluss oder mit Tastatur PS/2-Anschluss ausgestattet.